# Rhamphidarpoides serratus
Rhamphidarpoides serratus är en mångfotingart som beskrevs av Kraus 1960. Rhamphidarpoides serratus ingår i släktet Rhamphidarpoides och familjen Odontopygidae. Inga underarter finns listade i Catalogue of Life.